# Microiulus fimbriatus
Microiulus fimbriatus är en mångfotingart som först beskrevs av Carl Graf Attems 1904.  Microiulus fimbriatus ingår i släktet Microiulus och familjen kejsardubbelfotingar. Inga underarter finns listade i Catalogue of Life.